# Luciola japonica
Luciola japonica là một loài bọ cánh cứng trong họ Đom đóm (Lampyridae). Loài này được Thunberg miêu tả khoa học năm 1784.